# Jogos da Francofonia de 1989
Os Jogos da Francofonia de 1989 foram a primeira edição do evento, realizado na cidade de Casablanca, no Marrocos.